# 謝倫貝格巴赫河
51°25′21″N 7°03′40″E / 51.422540°N 7.061073°E
謝倫貝格巴赫河（德語：Schellenberger Bach），是德國的河流，位於該國西部，處於北萊茵-威斯特法倫州，屬於魯爾河的右支流，河道全長2.4公里，流域面積1.5平方公里。